# Memoriał Kazimierza Araszewicza 1996
Memoriał Kazimierza Araszewicza 1996 – 7. edycja turnieju żużlowego, który miał na celu upamiętnienie polskiego żużlowca Kazimierza Araszewicza, który zginął tragicznie w 1976 roku, odbyła się 3 września 1996 roku w Toruniu oraz była także kwalifikacjami do reprezentacji Polski juniorów. Turniej wygrał Maciej Jąder.

## Wyniki
- Toruń, 13 września 1996
- NCD: Maciej Jąder – 54,67 w wyścigu 11
- Sędzia: Józef Rzepa

| Msc. | Zawodnik             | Klub         | Pkt  |              |  |
| ---- | -------------------- | ------------ | ---- | ------------ |  |
| 1    | Maciej Jąder         | Leszno       | 11+5 | (1,2,3,3,2)  |  |
| 2    | Andrzej Szymański    | Leszno       | 13+2 | (3,1,3,3,3)  |  |
| 3    | Paweł Nizioł         | Gorzów Wlkp. | 11+3 | (2,3,2,2,2)  |  |
| 4    | Tomasz Piszcz        | Lublin       | 10+0 | (3,3,3,1,0)  |  |
| 5    | Mariusz Węgrzyk      | Rybnik       | 10   | (3,3,0,1,3)  |  |
| 6    | Bartłomiej Bardecki  | Wrocław      | 10   | (3,3,1,3,w)  |  |
| 7    | Marcin Ryczek        | Bydgoszcz    | 10   | (1,1,3,2,3)  |  |
| 8    | Remigiusz Wronkowski | Toruń        | 7    | (1,1,2,0,3)  |  |
| 9    | Tomasz Rempała       | Tarnów       | 7    | (d2,1,2,3,1) |  |
| 10   | Tomasz Cieślewicz    | Gniezno      | 7    | (0,2,1,2,2)  |  |
| 11   | Paweł Duszyński      | Gniezno      | 6    | (2,2,1,0,1)  |  |
| 12   | Konrad Szymura       | Ostró Wlkp.  | 5    | (2,0,2,1,0)  |  |
| 13   | Rafał Haj            | Wrocław      | 5    | (2,2,0,1,w)  |  |
| 14   | Wiesław Ośkiewicz    | Grudziądz    | 3    | (0,0,d,1,2)  |  |
| 15   | Pawel Stormowski     | Gdańsk       | 2    | (1,d,1,0,d)  |  |
| 16   | Krzysztof Kaczor     | Tarnów       | 0    | (d,0,0)      |  |
|      | rez. Jacek Bogdański | Gdańsk       |      | (0,0)        |  |

Bieg po biegu
1. [66,70] Szymański, Nizioł, Wronkowski, Rempała (d2)
2. [65,47] Węgrzyk, Haj, Jąder, Kaczor (d)
3. [65,35] Piszcz, Szymura, Ryczek, Ośkiewicz
4. [65,59] Bardecki, Duszyński, Stormowski, Cieślewicz
5. [64,56] Węgrzyk, Cieślewicz, Szymański, Ośkiewicz
6. [65,50] Piszcz, Duszyński, Wronkowski, Kaczor
7. [65,91] Bardecki, Haj, Rempała, Szymura
8. [65,75] Nizioł, Jąder, Ryczek, Stormowski (d)
9. [64,88] Szymański, Szymura, Stormowski, Bogdański
10. [64,69] Ryczek, Wronkowski, Bardecki, Węgrzyk
11. [64,47] Jąder, Rempała, Duszyński, Ośkiewicz (d)
12. [65,41] Piszcz, Nizioł, Cieślewicz, Haj
13. [64,60] Szymański, Ryczek, Haj, Duszyński
14. [65,28] Jąder, Cieślewicz, Szymura, Wronkowski
15. [66,00] Rempała, Piszcz, Węgrzyk, Stormowski
16. [66,81] Bardecki, Nizioł, Ośkiewicz, Kaczor
17. [65,44] Szymański, Jąder, Bardecki (w), Piszcz
18. [67,25] Wronkowski, Ośkiewicz, Haj (w), Stormowski (d)
19. [65,34] Ryczek, Cieślewicz, Haj, Bogdański
20. [65,62] Węgrzyk, Nizioł, Duszyński, Szymura

### Finał – bieg memoriałowy
1. [65,62] Jąder, Szymański, Nizioł, Piszcz